# キムコ・スーパー9S
キムコ・スーパー9S(KYMCO SUPER9S)とは、KYMCO, KWANG YANG MOTOR CO.,LTDの50ccスクーター。

## 概要
2ストロークエンジンを搭載し高馬力を実現している。メーカーから公表されていないが最高出力は約7.2馬力といわれている。
50ccの小排気量のエンジンだが、前後ディスクブレーキ、タコメーター装備、タンデムステップ装備など、非常に充実している。
また、輸入車のため、国内50cc原付についている60km/hまでのリミッターがない(メーターは80km/hまで)。
車格も国内二種スクーターとほぼ同格で、かなり大きい。
2009年2月2日に在庫限りで販売終了となった。

## 諸元
| エンジン               | 水冷2ストローク単気筒                      |
| 排気量                 | 49.4CC                                     |
| ボア、ストローク       | 未公表                                     |
| 最高出力               | 未公表                                     |
| 最大トルク             | 未公表                                     |
| トランスミッション     | 自動無段変速機 (CVT)                       |
| フロントサスペンション | テレスコピックフォーク                     |
| リアサスペンション     | モノショックアブソーバー                   |
| フロントブレーキ       | 210mmディスク2ポットキャリパー             |
| リヤブレーキ           | 180mmディスク1ポットキャリパー             |
| タイヤ                 | 前120/70-12後130/70-12                     |
| 車体サイズ             | 全長1850mm全幅700mm全高1190mmシート高780mm |
| タンク容量             | 7L                                         |
| 乾燥重量               | 98キログラム                               |
| 色                     | 赤/灰 赤/黒 青 オレンジ                    |
| 車両価格               | 20万7900円（2005年5月、現在）              |